# Chavakacheri
Chavakacheri (Tamil: சாவகச்சேரி Cāvakaccēri [ˈtʃaːʋəɡətːʃeːri], Singhalesisch: ජාවකච්චේරිය Jāvakaccēriya [ˈdʒaːʋəkətːʃeːrijə]; auch Chavakachcheri) ist eine Stadt im nördlichen Sri Lanka. Sie liegt im Distrikt Jaffna der Nordprovinz rund 20 Kilometer östlich der Distrikthauptstadt Jaffna. Nach der Sonderzählung der sri-lankischen Zensus im Jahr 2007 beträgt die Einwohnerzahl 15.478. Damit ist Chavakacheri nach Jaffna die zweitgrößte Stadt des Distrikts.
Während des Bürgerkriegs in Sri Lanka (1983–2009) ist die Stadt sehr in Mitleidenschaft gezogen worden. Die Stadt wurde zwar von den Einwohnern wieder aufgebaut, dennoch ist die Bevölkerungszahl drastisch gesunken.
Der Name Chavakacheri bedeutet „Siedlung der Javaner“ (von cāvakar „Javaner“ und cēri „Siedlung“) und verweist auf die historischen Handelskontakte zwischen Sri Lanka und Südostasien.